# Fed Cup 2013 Wereldgroep I
De Fed Cup 2013 Wereldgroep I is het hoogste niveau van de Fed Cup 2013.

## Deelnemers
Acht landen namen deel aan de Wereldgroep I:
| geplaatst | geplaatst | geplaatst | ongeplaatst (geloot) | ongeplaatst (geloot)                                                     |
| nr.       | land      | speelsters | land                 | speelsters                                                               |
| --------- | --------- | --- | -------------------- | ------------------------------------------------------------------------ |
| 1.        | Tsjechië  | Petra Kvitová Lucie Šafářová Andrea Hlaváčková Lucie Hradecká                                                                                            | Australië            | Samantha Stosur Jarmila Gajdošová Ashleigh Barty Casey Dellacqua         |
| 2.        | Servië    | Vesna Dolonts Bojana Jovanovski Aleksandra Krunić | Slowakije            | Daniela Hantuchová Dominika Cibulková Jana Čepelová Magdaléna Rybáriková |
| 3.        | Italië    | Sara Errani Roberta Vinci Flavia Pennetta Francesca Schiavone Karin Knapp                                                                                | Verenigde Staten     | Jamie Hampton Varvara Lepchenko Liezel Huber                             |
| 4.        | Rusland   | Maria Kirilenko Jekaterina Makarova Jelena Vesnina Anastasija Pavljoetsjenkova Aleksandra Panova Irina Chromatsjova Alisa Klejbanova Margarita Gasparjan | Japan                | Kimiko Date-Krumm Ayumi Morita Misaki Doi                                |

## Reglement
Het ITF Fed Cup comité bepaalt welke vier landen geplaatst worden. De winnaar van vorig jaar wordt het eerste reekshoofd; de finaleverliezer het tweede. Het derde en het vierde reekshoofd worden vastgesteld aan de hand van de ITF Fed Cup Nations Ranking. De tegenstanders van de geplaatste landen worden door loting bepaald. Welk land thuis speelt, hangt af van hun vorige ontmoeting (om de andere), dan wel wordt door loting bepaald als zij niet eerder tegen elkaar speelden. Een landenwedstrijd bestaat uit (maximaal) vijf "rubbers": vier enkelspelpartijen en een dubbelspelpartij. Het land dat drie "rubbers" wint, is de winnaar van de landenwedstrijd.
De vier landen die in de eerste ronde winnen, strijden via een halve finale en de finale om de titel.
De vier landen die in de eerste ronde verliezen, krijgen een kans om zich te behoeden voor degradatie naar Wereldgroep II. Zij doen dat door deel te nemen aan de Wereldgroep I play-offs.

## Toernooischema
|  | eerste ronde 9 en 10 februari | eerste ronde 9 en 10 februari |                         |   | halve finale 20 en 21 april | halve finale 20 en 21 april |  |  | finale 2 en 3 november | finale 2 en 3 november |
|  |                               |                               |                         |   |                             |                             |  |  |                        |                        |
|  |                               |                               |                         |   |                             |                             |  |  |                        |                        |
|  | Rimini, gravel binnen         |                               |                         |   |                             |                             |  |  |                        |                        |
|  |                               |                               |                         |   |                             |                             |  |  |                        |                        |
|  | Italië (3)                    | 3                             |                         |   |                             |                             |  |  |                        |                        |
|  | Italië (3)                    | 3                             | Palermo, gravel buiten  |   |                             |                             |  |  |                        |                        |
|  | Verenigde Staten              | 2                             |                         |   |                             |                             |  |  |                        |                        |
|  | Verenigde Staten              | 2                             | Italië (3)              | 3 |                             |                             |  |  |                        |                        |
|  | Ostrava, hardcourt binnen     |                               | Italië (3)              | 3 |                             |                             |  |  |                        |                        |
|  |                               | Tsjechië (1)                  | 1                       |   |                             |                             |  |  |                        |                        |
|  | Tsjechië (1)                  | Tsjechië (1)                  | 1                       | 4 |                             |                             |  |  |                        |                        |
|  | Tsjechië (1)                  |                               | Cagliari, gravel buiten | 4 |                             |                             |  |  |                        |                        |
|  | Australië                     | 0                             |                         |   |                             |                             |  |  |                        |                        |
|  | Australië                     | 0                             | Italië (3)              | 4 |                             |                             |  |  |                        |                        |
|  | Moskou, hardcourt binnen      |                               | Italië (3)              | 4 |                             |                             |  |  |                        |                        |
|  |                               | Rusland (4)                   | 0                       |   |                             |                             |  |  |                        |                        |
|  | Rusland (4)                   | Rusland (4)                   | 0                       | 3 |                             |                             |  |  |                        |                        |
|  | Rusland (4)                   | Moskou, gravel buiten         |                         | 3 |                             |                             |  |  |                        |                        |
|  | Japan                         | 2                             |                         |   |                             |                             |  |  |                        |                        |
|  | Japan                         | 2                             | Rusland (4)             | 3 |                             |                             |  |  |                        |                        |
|  | Niš, hardcourt binnen         |                               | Rusland (4)             | 3 |                             |                             |  |  |                        |                        |
|  |                               | Slowakije                     | 2                       |   |                             |                             |  |  |                        |                        |
|  | Servië (2)                    | Slowakije                     | 2                       | 2 |                             |                             |  |  |                        |                        |
|  | Servië (2)                    |                               |                         | 2 |                             |                             |  |  |                        |                        |
|  | Slowakije                     | 3                             |                         |   |                             |                             |  |  |                        |                        |
|  | Slowakije                     | 3                             |                         |   |                             |                             |  |  |                        |                        |

Eerstgenoemd team speelde thuis.

### Resultaat
- Het toernooi werd gewonnen door Italië. In de finale tegen Rusland won Sara Errani haar beide rubbers in het enkelspel.
- Italië, Rusland, Tsjechië en Slowakije mogen ook het volgend jaar meedoen met Wereldgroep I.
- Australië, Japan, Servië en de Verenigde Staten gingen naar de Wereldgroep I play-offs.